# Acianthera mexiae
Acianthera mexiae é uma espécie de orquídea (Orchidaceae) que existe no Peru, antigamente subordinada ao gênero Pleurothallis.

## Publicação e sinônimos
- Acianthera mexiae (Luer) Pridgeon & M.W.Chase, Lindleyana 16: 244 (2001).

Sinônimos homotípicos:
- Pleurothallis mexiae Luer, Monogr. Syst. Bot. Missouri Bot. Gard. 76: 174 (1999).

Sinônimos heterotípicos:
- Pleurothallis chamensis var. tenuis C.Schweinf., Bot. Mus. Leafl. 10: 176 (1942).